# Pedinus
Pedinus — род жесткокрылых из семейства чернотелок.

## Описание
Подбородок с продольным срединным килем. Первый членик передних лапок самца такой же ширины, как второй. Отросток первого брюшного стернита между задними тазиками немного шире отростка заднегруди между средними тазиками.

## Систематика
В составе рода:
- Pedinus aequalis Faldermann, 1837
- Pedinus aetolicus Apfelbeck, 1902
- Pedinus affinis Brullé, 1832
- Pedinus aliquoi Soldati & Soldati, 2002
- Pedinus balcanicus Apfelbach, 1902